# Amphilecta superba
Amphilecta superba är en tvåvingeart som beskrevs av Brauer 1882. Amphilecta superba ingår i släktet Amphilecta och familjen vapenflugor. Inga underarter finns listade i Catalogue of Life.